# 三號鎮區 (堪薩斯州摩里斯縣)
三號鎮區（英語：Township 3）為美國堪薩斯州摩里斯縣轄下的鎮區。2010年美国人口普查中該鎮區人口有446人。

## 地理
三號鎮區涵蓋總面積為109.23平方（42.17平方英里），其中108.81平方（42.01平方英里）為陸地，0.42平方（0.16平方英里）或0.39%為水域。海拔高度437（1,434英尺）。

## 人口統計
根據2010年美國人口普查，三號鎮區人口有446人，住房216戶，人口密度為4.08人/每平方公里。此鎮區居民之種族中，白人有421人，非裔美國人有4人，美洲原住民有6人，亞裔美國人有3人，太平洋島裔美國人有0人，其他種族有1人，混血種族則有11人。此外此鎮區有14人為西班牙裔或拉丁裔美國人。

## 交通

### 主要公路
- 4號堪薩斯州州道
- 57號堪薩斯州州道
- 177號堪薩斯州州道